# Howden Ganley
 (mars 2024).
Si vous disposez d'ouvrages ou d'articles de référence ou si vous connaissez des sites web de qualité traitant du thème abordé ici, merci de compléter l'article en donnant les références utiles à sa vérifiabilité et en les liant à la section « Notes et références ».
Howden Ganley, né le 24 décembre 1941 à Hamilton (Nouvelle-Zélande), est un ancien pilote automobile néo-zélandais. Il a notamment pris le départ de 35 Grands Prix de Formule 1 entre 1971 et 1974. Ganley a inscrit un total de 10 points en championnat du monde. Sa meilleure qualification est une quatrième place sur la grille lors du Grand Prix d'Italie 1971 et son meilleur résultat est une quatrième place obtenue à deux reprises (États-Unis 1971 et Allemagne 1972). Son meilleur classement en championnat du monde des pilotes est une douzième place en 1972. 
Il doit interrompre sa carrière après un grave accident lors des essais du Grand Prix d'Allemagne où il se fracture les deux chevilles.  

## Biographie
Ganley découvre la compétition automobile à 14 ans, lorsqu'il assiste à son Grand Prix national sur le circuit d'Ardmore. En 1961, alors qu'il est apprenti-mécanicien, il s'expatrie en Grande-Bretagne afin d'exercer ses talents dans les paddocks de Formule 3. En 1967, il passe de l'autre côté de la barrière et acquiert une Brabham BT21 avec laquelle il commence sa carrière de pilote. Avec peu de moyens, il obtient un podium lors de l’épreuve disputée à Oulton Park puis, en 1968, il se classe deuxième au Danemark. Toujours en Formule 3, en 1969, il réalise deux pole positions et un meilleur tour en course.
En 1970, il passe en Formule 5000 sur une McLaren privée et se classe vice-champion derrière Peter Gethin. Cette performance honorable lui permet d'être approché par l'écurie British Racing Motors et d'être engagé en championnat du monde de Formule 1. Il ne bénéficie toutefois pas du même statut que ses coéquipiers au sein du Yardley Team BRM : Joseph Siffert et Pedro Rodriguez disposent d’une BRM P160 tandis qu'il n’a qu'une P153 de la saison précédente.
En 1971, Ganley fait ses premières armes hors-championnat où il dispute sept épreuves. Il termine second de l'International Gold Cup et quatrième au Jochen Rindt Memorial et au Spring Trophy. Il ne peut pas pleinement honorer son premier engagement en championnat du monde lors du Grand prix d’Afrique du Sud car il est souffrant. Il parvient à se qualifier en avant-dernière position sur la grille mais doit abandonner, à bout de forces, à la mi-course. 
Dès le Grand Prix suivant, en Espagne, il reçoit le drapeau à damiers en dixième position, à quatre tours de son leader Rodriguez qui termine au pied du podium. Ganley ne parvient pas à arracher sa qualification pour la sélective épreuve monégasque mais se rachète à Zandvoort où il se qualifie en neuvième position, juste derrière son coéquipier Joseph Siffert. Ganley termine à la porte des points mais BRM marque toutefois grâce à Rodriguez, second. Toujours au volant de l’ancienne P153, Howden Ganley termine dans la première partie du classement en France (dixième) et à Silverstone où il se classe huitième. Il est contraint à l'abandon sur panne mécanique lors des deux épreuves suivantes et BRM, conscient que la P153 est désormais à bout de souffle, lui confie une P160 pour le Grand Prix d’Italie. Ganley en fait de suite bon usage en se qualifiant en quatrième position, à 12 centièmes de seconde de Siffert, loin devant Gethin et Helmut Marko qui ne bénéficie que deun châssis P153. La course est tout aussi satisfaisante pour le jeune pilote qui inscrit ses premiers points dans la catégorie-reine. Cette course reste dans l'histoire pour son final extrêmement serré, Howden Ganley, cinquième, ne terminant qu'à 61 centièmes de seconde du vainqueur, son coéquipier Peter Gethin. Accidenté au Canada, Le Néo-Zélandais fait son retour pour le Grand Prix des États-Unis, à Watkins Glen, et se met à nouveau en valeur. Douzième sur la grille, il est septième au 35e tour et quatrième au 53e. Il conserve sa place jusqu'à l’arrivée, à seize secondes de Siffert qui accède à la seconde marche du podium. En neuf départs, Ganley a marqué cinq points qui, s'ils lui permettent de pointer au quatorzième rang du championnat pilotes, lui assurent surtout de conserver son baquet chez BRM la saison suivante.
En 1972, Ganley prend du galon au sein de l'écurie BRM puisque, dès le début de la saison, il bénéficie d'un châssis P160B, comme Peter Gethin, tandis que ses coéquipiers, qui changeront souvent en cours d'année, n'ont qu'une P153. Ganley se classe neuvième devant son coéquipier Helmut Marko au Grand Prix inaugural en Argentine mais ne parvient pas à se classer lors de l'épreuve suivante, à Kyalami, où il termine à neuf tours du vainqueur Denny Hulme. L'épreuve espagnole est un véritable désastre pour l'écurie britannique puisqu'aucune des cinq monoplaces engagées ne reçoit le drapeau à damiers. À Monaco, Ganley conduit la nouvelle P180 mais ne se qualifie qu'en vingtième position alors que Jean-Pierre Beltoise et Gethin, au volant de la P160, se qualifient quatrième et cinquième. Ganley parvient à atteindre la dix-septième place avant d'abandonner sur accident. Il faut attendre le Grand Prix d'Allemagne pour voir le pilote néo-zélandais marquer ses premiers points. Sur le grand Nürburgring, dix-huitième sur la grille, à quinze secondes du détenteur de la pole position Jacky Ickx, il gagne pratiquement une place à chaque tour pour terminer au pied du podium. Premier des pilotes BRM au classement de l'épreuve, il permet à son écurie d'inscrire trois nouveaux points au championnat des constructeurs. Il marque encore un point lors de l'épreuve suivante, en Autriche où, après une médiocre qualification, il gagne neuf places en course pour recueillir le point de la sixième place. En fin de saison, avec quatre points et la douzième place du championnat, Ganley ne peut prétendre à conserver sa place chez BRM qui lui préfère Clay Regazzoni et Niki Lauda. Il se console de cette saison mitigée en Formule 1 en se classant second des 24 heures du Mans où il pilote une Matra MS670 avec François Cevert.
En 1973, Ganley, en quête d'un volant ,trouve refuge au sein de la modeste écurie de Frank Williams, Iso-Marlboro. La monoplace FX3B, n'est qu'une modeste évolution de la Politoys FX3 engagée la saison précédente au Grand Prix de Grande-Bretagne. Sa seule originalité est de ressembler à la fois à une Tyrrell 001, à une BRM P160 et à une March 711 tout en n'ayant aucune des qualités de ces monoplaces. Au volant de cette kit-car d'occasion reconditionnée, Ganley ne parvient pas à se classer lors du Grand Prix inaugural en Argentine, terminant à dix-sept tours du vainqueur Emerson Fittipaldi. Mais, dès la course suivante, au Brésil, alors qu'il est très loin sur la grille, il termine à la porte des points à un tour du vainqueur. Si la nouvelle Iso-Marlboro IR fait son apparition partir de l'épreuve espagnole, il faut attendre l'avant-dernière course de l'année, au Canada, sur une piste détrempée, pour que Ganley inscrive son unique point, imitant ainsi son coéquipier Gijs van Lennep aux Pays-Bas.

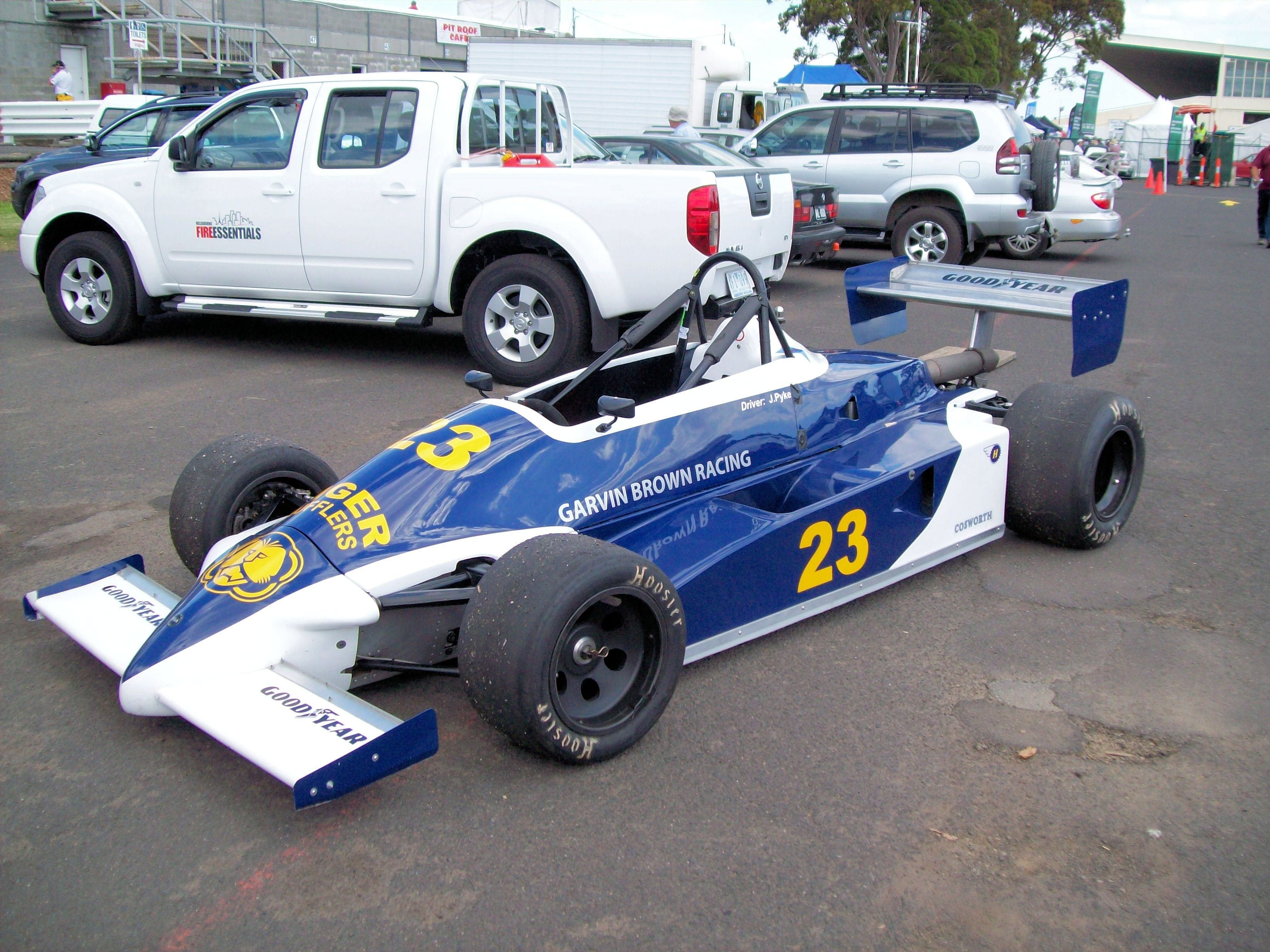
Une Tiga FA82 de Formule Pacific (1982).

En 1974, à nouveau sans volant, Ganley se réfugie chez March. Il dispose d'un nouveau châssis 741, tout comme Hans Stuck tandis que James Hunt reste fidèle à la 731 de la saison précédente. Le premier Grand Prix de la saison se conclut pour Ganley par une panne d'essence dans l'avant-dernier tour, la même mésaventure arrivant au régional de l'étape Carlos Reutemann avec sa Brabham. Au Brésil, Ganley abandonne dès le début de course sur problème d'allumage. Howden Ganley prend alors une décision surprenante en quittant March pour Maki, une nouvelle écurie japonaise créée grâce aux deniers de Kenji Mimura et au coup de crayon de Masao Ono. La Maki F101 dispose d'un châssis monocoque en aluminium sur lequel est greffé un moteur Cosworth V8 DFR ; elle souffre d'un poids élevé qui l'handicape, malgré son moteur Cosworth. La Maki doit faire ses débuts à Monaco mais l'écurie déclare forfait, la monoplace n'étant pas finalisée. Les premiers tours de roues ont lieu au Grand Prix de Grande-Bretagne où Ganley réalise le trente-deuxième temps des qualifications, à quatre secondes de la pole position de Niki Lauda alors que la grille de départ n'accepte que vingt-cinq concurrents. Lors des essais de la course suivante, sur le grand circuit du Nürburgring, Ganley est victime d'une rupture de suspension qui provoque une violente sortie de piste et lui brise les deux chevilles : le pilote ne remontera plus jamais dans une monoplace de Formule 1.
En 1974, il fonde Tiga Race Cars avec l'ancien pilote Tim Schenken ; cette structure construit prés de 400 châssis avant de cesser son activité en 1989. En 1978, Ganley aura tenté d'engager son écurie Tiga en championnat du monde de Formule 1 avec le pilote finlandais Mikko Kozarowitzky (en), mais le projet échouera faute de moyens financiers.

## Résultats en championnat du monde de Formule 1
| Saison | Écurie                             | Châssis         | Moteur                  | Pneus              | GP disputés | Points inscrits | Classement |
| ------ | ---------------------------------- | --------------- | ----------------------- | ------------------ | ----------- | --------------- | ---------- |
| 1971   | Yardley Team BRM                   | P153 P160       | BRM V12                 | Firestone          | 9           | 5               | 8e         |
| 1972   | Marlboro BRM                       | P160B P180 160C | BRM V12                 | Firestone          | 10          | 4               | 12e        |
| 1973   | Frank Williams Racing Car          | FX3B IR         | Cosworth V8             | Firestone          | 14          | 1               | 19e        |
| 1974   | March Engineering Maki Engineering | 741 F101        | Cosworth V8 Cosworth V8 | Goodyear Firestone | 2           | 0               | Nc.        |

## Résultats aux 24 heures du Mans
| Année | Équipe                   | Voiture                 | Équipiers            | Résultat |
| ----- | ------------------------ | ----------------------- | -------------------- | -------- |
| 1972  | Equipe Matra Simca Shell | Matra Simca MS670       | François Cevert      | 2e       |
| 1973  | Gulf Research Racing     | Mirage M6               | Derek Bell           | Abandon  |
| 1975  | Gelo Racing Team         | Porsche 911 Carrera RSR | Tim Schenken         | Abandon  |
| 1976  | Gelo Racing Team         | Porsche 911 Carrera RSR | Clemens Schickentanz | Abandon  |